# TSG Ruhla

Logo der TSG Ruhla

Die TSG Ruhla (Turn- und Sportgemeinschaft Ruhla) ist ein eingetragener Verein, der zahlreiche Sportabteilungen der Stadt Ruhla im thüringischen Wartburgkreis bündelt und vor allem im Wintersport Erfolge verzeichnet.

## Geschichte
Die TSG Ruhla entstand 1965 durch Fusion der Betriebssportgemeinschaft Motor Nord Ruhla mit dem Lokalrivalen Motor Süd Ruhla. Mit dem Einstieg des VEB Uhren- und Maschinenkombinat Ruhla als Trägerbetrieb verbesserten sich die sportlichen Rahmenbedingungen. 1972 gelang der Fußballabteilung der TSG Ruhla der Aufstieg in die Bezirksliga Erfurt. 1974 folgte der Aufstieg in die DDR-Liga, die zweithöchste Spielklasse des Deutschen Fußball-Verbandes der DDR. 1975 erfolgte der sofortige Wiederabstieg, von 1982 bis 1984 spielte Ruhla erneut zweitklassig. Mit der Reduzierung der DDR-Liga von fünf auf zwei Staffeln stieg die TSG 1984 wieder in die drittklassige Bezirksliga ab, in der sie bis 1990 spielte.
1990 gliederte sich die Fußballabteilung der TSG als EFC Ruhla 08 aus.

## Abteilungen
- Breitensport
- Gymnastik
- Handball
- Kraftsport
- Leichtathletik
- Schach
- Tischtennis
- Volleyball
- Wandern/Bergsteigen
- Wintersport (WSC 07)

## Erfolge
Fußball
- Teilnahme DDR-Liga: 1974/75, 1982/83, 1983/84
- Teilnahme FDGB-Pokal: 1975/76, 1983/84, 1984/85
- Ewige Tabelle der DDR-Liga: Rang 127

## Erfolgreiche Mitglieder
- Marko Baacke, 2001 Weltmeister der Nordischen Skiweltmeisterschaften in der Nordischen Kombination (Einzel Sprint)
- Juliane Seyfarth, Skispringerin, erreichte mehrere Weltcupsiege und ist zweifache Team-Weltmeisterin
- Cindy Haasch, Nordische Kombiniererin